# Henri-François Delaborde (general)
Henri-François Delaborde, född den 21 december 1764 i Dijon, död den 3 februari 1833 i Paris, var en fransk greve och militär. Han var far till Henri Delaborde. 
Delaborde var son till en bagare och inskrev sig bland de frivilliga från departementet Côte-d'Or 1791. Han blev 1793 brigadgeneral, var samma år stabschef vid belägringsarmén vid Toulon, deltog som divisionsgeneral i fälttåget i Pyrenéerna (1794) och därefter i alla fälttågen vid Rhen. Han blev greve 1808 och anförde en division under marskalk Mortier i ryska fälttåget (1812), avföll 1814 från Napoleon, men skyndade efter hans återkomst från Elba (1815) att ansluta sig till honom och blev pär. Under restaurationen ställdes han för krigsrätt, men frikändes, varefter han levde i tillbakadragenhet.